# Ewa Sikorska (leśnik)
Ewa Sikorska (ur. 1939) – polska leśnik, doktor habilitowany nauk leśnych.

## Życiorys
W 1998 r. habilitowała się na podstawie pracy zatytułowanej Studium nad systematyką gorczańskich siedlisk leśnych. Pracowała na stanowisku profesora w Katedrze Gleboznawstwa Leśnego na Wydziale Leśnym Uniwersytetu Rolniczego im. Hugona Kołłątaja w Krakowie.